# Josef Istler
Josef Istler (* 13. November 1919 in Prag; † 19. Juni 2000 ebenda)  war ein tschechischer Maler.

## Leben
Josef Istler ist mehr oder weniger Autodidakt. Er studierte in Jugoslawien privat bei dem Schweizer Maler Walter Hofer (1904–1994) und war beeinflusst durch das Werk von Toyen und die surrealistischen Künstler, die im Kontakt mit Karel Teige standen. Ab 1945 schloss er sich verschiedenen Künstlervereinigungen an. Zu nennen sind Manes und die surrealistische Gruppe Ra. Istler war Teilnehmer der CoBrA – Ausstellungen, die 1949 in Amsterdam und 1951 in Lüttich stattfanden.
Istler beteiligte sich an zahlreichen Gruppenausstellungen in der Tschechischen Republik und im Ausland. Seine Werke sind vertreten in der Nationalgalerie Prag, in zahlreichen Kreisgalerien der Tschechischen Republik, in der Tate Gallery in London, im Centre Georges-Pompidou in Paris, Stedelijk Museum in Amsterdam, im Museum Bochum und in Museen in München, sowie Stockholm und Genf.